# Gordisa
Gordisa é um município da Hungria, situado no condado de Baranya. Tem 10,88 km² de área e sua população em 2019 foi estimada em 253 habitantes.